# Gijón
Gijón (špansko [xiˈxon], asturijsko Xixón [ʃiˈʃoŋ]) je največje mesto Asturije na severu Španije in je pomembno pristaniško mesto.

## Etimologija
V antiki in zgodnjem srednjem veku se je imenovalo mesto Gigia.
Glede izvora imena nekateri menijo, da je iz grščine gigias, ki kaže na velik zid iz rimske dobe, ki je bil v mestnem četrtu Cimadevilla (asturijsko Cimavilla).
Drugi izhajajo iz španskega in asturijskega imena Gijón/Xixón in menijo, da izvira iz rimskega osebnega imena Sessio.

## Zgodovina
V antiki so živeli v okolici keltski Asturci, ki so jih Rimljani podjarmili in so se romanizirali.
V 7. stoletju se je mesto podvrglo zahodnim Gotom. Kmalu so ga osvojili Arabci, ki so prišli iz Severne Afrike. Asturijci so ponovno osvojili mesto po bitki pri Covadongi (722).
Gijón je bil več stoletij neznatno mesto Asturije. Le v 19. stoletju se je začel razvijati, ko so ustanovili prve tovarne in zgradili železnico.
V času španske gripe tu je bila najnižja umrljivost ljudi, zato se je lahko brez ovire povečalo število prebivalstva. V začetku 20. stoletja so odprli ladjedelnico in novo pristanišče. Ljudje iz podeželja so se preselili v Gijón, kjer so iskali službo, zato se je število prebivalcev dvakrat podvojilo v tem stoletju (prvič med 1920 in 1940, drugič med 1960 in 1980).
V 30. 20. stoletja so odkrili nahajališča črnega premoga. Leta 1952 se je začela proizovdnja cementa.
V španski državljanski vojni je Gijón podpiral republikance. Vojske diktatorja Francisca Franca so ga osvojile 20. oktobra 1937.

## Geografija
Mesto se nahaja v Srednji Asturiji ob Biskajskem zalivu (tukajšnji del se imenuje Kantabrijsko morje).
Gijón leži 487 kilometrov daleč od španske prestolnice Madrida in 109 kilometrov od meje Portugalske.

### Podnebje
Podnebje Gijóna je zmerno oceansko kot v prestolnici Oviedu. Zime so mile, poletja so hladna in deževna

## Gospodarstvo
Ima izredno metalurško industrijo in ladjedelništvo. Enako sta pomembna turizem in ribištvo.

## Kultura

### Znamenite stavbe
- Rojstna hiša razsvetljenca, politika in akademika Gasparja de Jovellanosa

### Muzeji
- Muzej asturijskega ljudstva (Muséu del Pueblu d'Asturies)
- Asturijski železniški muzej (Muséu del Ferrocarril d'Asturies)
- Muzej Nicanor Piñole
- Muzej rimskega kopališča Campo Valdés
- Slikarski muzej Juan Barjola
- Muzej Evaristo Valle
- Mednarodni gajdarski muzej (Muséu internacional de la gaita)
- Atlantski botanični vrt
- Arheološki muzej Campa Torres
- Muzej v palači Revillagigedo
- Gijónski Akvarij
- Rimsko mesto v Veranesu
- Razstava LABoral Centro de Arte y Creación Industrial

### Pouk
V Gijónu deluje kampus Univerze v Oviedu.

## Mednarodne povezave

### Pobratena mesta
Gijón je pobraten z:
- Albuquerque, Nova Mehika
- Havana
- Niort
- Novorosijsk
- Puerto Vallarta
- Smara

## Znane osebe iz Gijóna
- Luis Enrique, nogometaš
- Alberto Entrerríos, rokometaš
- Gaspar Melchor de Jovellanos, politik, akademik
- Juan Alfonso de la Puente Bordonaba, rokometaš
- José Villamarín, rokometaš
- Raúl Entrerríos, rokometaš